# ホットロッド

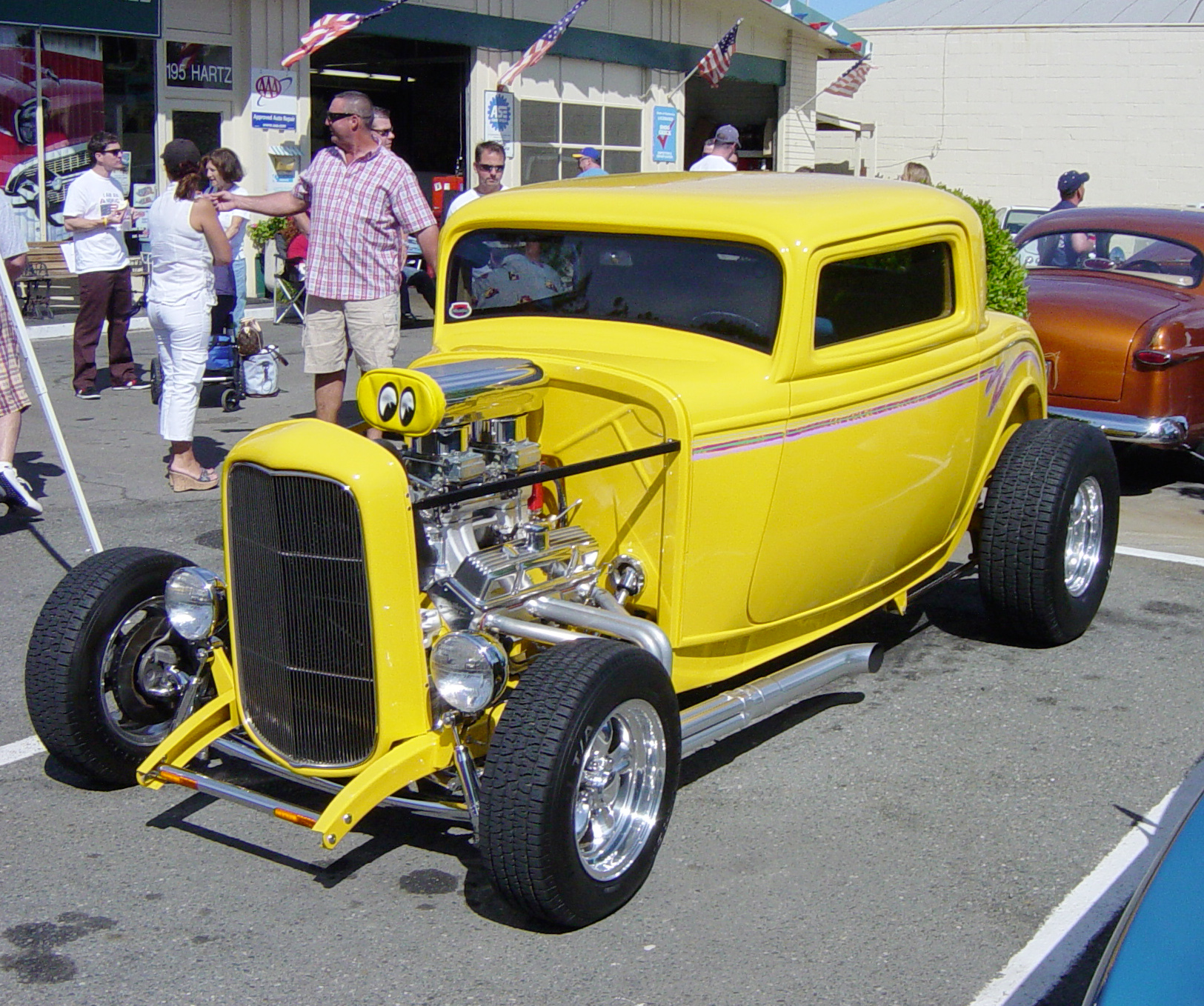
ホットロッドはクラシックカーをベースに、エンジンを強力にしてルーフを低くカスタマイズされている

ホットロッド（英: Hot rod）は、アメリカ合衆国で1930年代に生まれた、カスタムカーのジャンルである。現在はパフォーマンスだけでなく、スタイリングや同ジャンル特有のカスタマイズもホットロッドと呼ばれている。
辞書によってはより広義に改造して出力を向上させた自動車(チューニングカー)としているが、本稿では上記の狭義の意味で説明をする。

## 解説
ホットロッドの語源は不明である。(詳細は後述)
1920年代から1930年代にかけてのフォード・モデルTや、フォード・モデルA（2代目）や1932 フォード（特に'32年型デュースクーペ〈英語版〉）を使い、ボンネット、窓ガラス、屋根、バンパーなどを取り除いたり、ピラーを切り詰めるチョップドトップを行い、ボディーの軽量化や見栄えの向上を行う例が多い。さらに、エンジンの出力を上げたり、後に開発された高性能エンジンに載せ替えることもある。また、サスペンションの交換や車高を変更した個体も多い。また、代表的なカラーリングとしてフレイムペイントと呼ばれる火炎のような塗装を施すものがある。
ホットロッドはアメリカ文化の一部となっている。この時代の団塊の世代（アメリカではベビーブーマー）には、退職後、青春時代の思いを取り戻すべく再び1930年代ごろのフォードを購入して、ホットロッドマシンを自宅で作り上げる者もいる。

## ｢ロッド｣の意味
上述のとおり、｢ロッド｣の言葉について正確な語源は不明だが
- ロードスター説
- プッシュロッド説
- コンロッド説
- 男性器説

が存在する。
一般的には、hot roadster「熱いロードスター」あるいは、hot pushrod「熱いプッシュロッド」が短縮されたものと言われている。「プッシュロッド」は典型的（古典的）なサイドバルブやOHV型のエンジン構成において、カムシャフトのカムに突き上げられる棒である。サイドバルブ型ではバルブと一体であり、OHV型ではプッシュロッド→ロッカーアーム→バルブの順で動きが伝えられる。ここでは、ホットロッドに使用されていた、アメリカ製の一般的なV型8気筒 OHVエンジンのそれを指す。また一説によると、ロッドは「コネクティングロッド」すなわちコンロッド、あるいは男性器のスラングである「ロッド」をかけたものとも言われる。

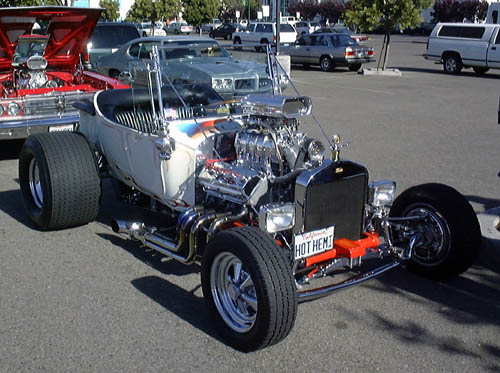
T-バケット・スタイルのホットロッド
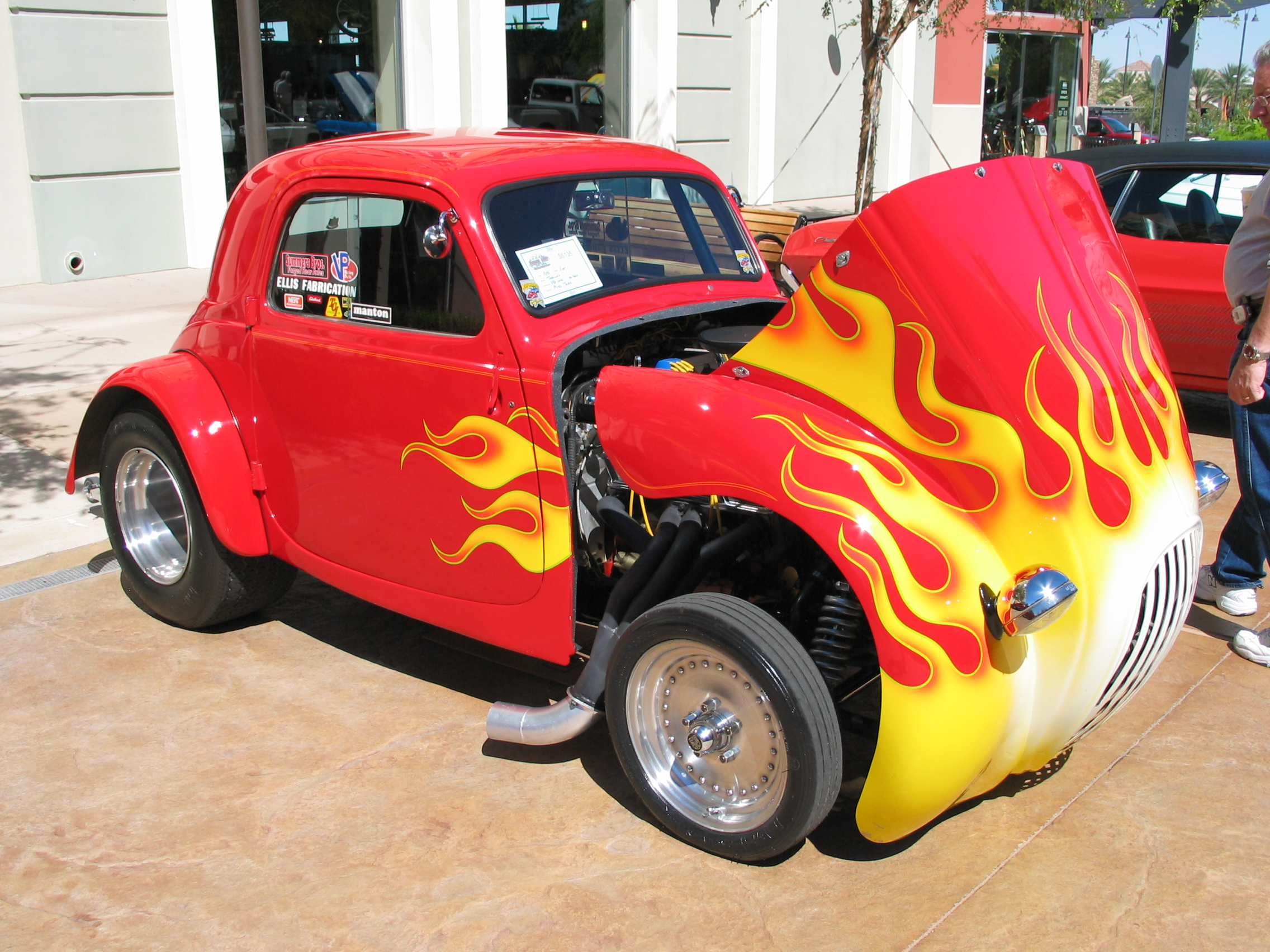
フィアット・トポリーノのホットロッド
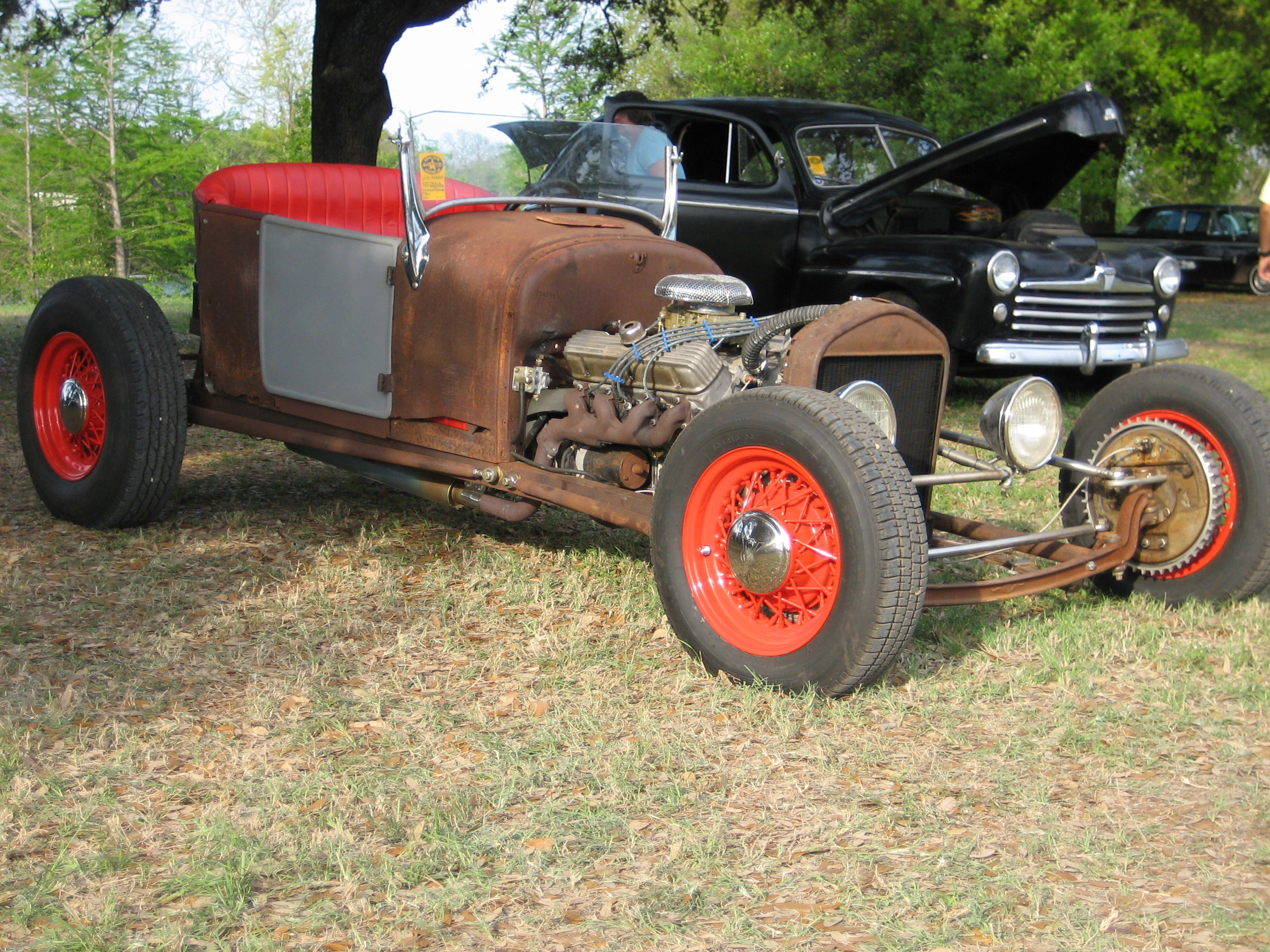
ラットロッド・スタイルのホットロッド
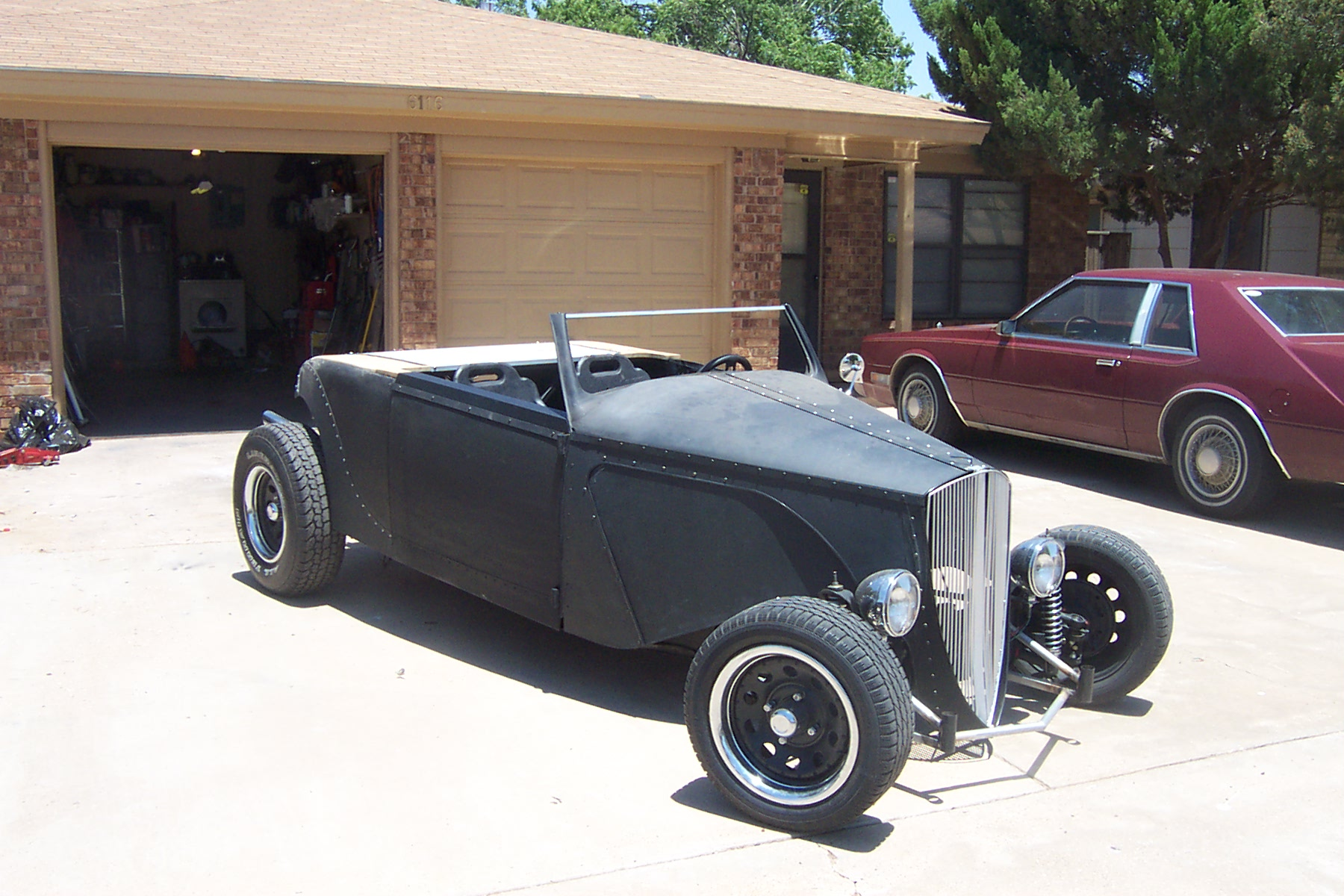
フォルクスワーゲン・タイプ1をベースにした「フォルクスロッド」